# Shebang
Shebang var en svensk popgrupp som spelade popmusik med influenser från punk. Ursprungligen bestod Shebang av medlemmarna Marina Ljung och Yohanna Tholin. Yohanna Tholin var med på gruppens två första album, men hoppade av 2005 för att fortsätta sina studier. Elisabeth "Betty" Dittrich klev då in i hennes ställe efter att ha svarat på en annons.
Shebang bestod därefter av Betty Dittrich och Marina Ljung tills att de valde att splittras för gott och gå skilda vägar sommaren 2008. Bandet riktade sig till en något yngre målgrupp. Shebang betyder ungefär "hela rasket" på engelska.

## Historia
Gruppen slog igenom 2001 med albumet The Whole Shebang, innehållande låtar som '"Skater Girl", "Romeo", samt Ramones-covern "Sheena Is a Punk Rocker". Den första singeln "Skater Girl" släpptes redan år 2000, innan albumets utgivning, tillsammans med låten "Somewhere in Between". Låten "Romeo" släpptes 2001 och blev även ledmotiv till filmen Eva & Adam - fyra födelsedagar och ett fiasko. "Romeo" låg på den svenska topplistan i sju veckor och blev med sina över 80 000 sålda exemplar årets mest säljande singel.
Det andra albumet, So Come On, släpptes 2003 och två av låtarna släpptes även som singlar. "Temple of Love" var den första singeln att släppas och den följdes upp av "Crash", som också var albumets öppningsspår. 
So Come On var det sista albumet som Yohanna Tholin var med på. 2005 valde hon att hoppa av gruppen för att fortsätta med sina studier. Betty Dittrich hade då precis flyttat till Stockholm för att gå en sångutbildning på Kulturama när hon såg en annons om att Shebang sökte en ny medlem till gruppen. Hennes ansökan antogs och tanken var att hon redan skulle vara med på det album som var planerat till sommaren. Det skulle dock dröja ytterligare två år innan ett nytt album släpptes. Det enda som gavs ut 2005 var singeln "Kids in America", en cover på Kim Wildes låt från 1981 med samma namn.
Shebangs tredje och sista album Go! Go! Go! släpptes 2007, året innan gruppen splittrades. Från albumet släpptes låtarna "Go!" och "Caveman" som singlar.
Gruppen mötte även framgångar utomlands och hade bland annat kontrakt med Avex, ett av Japans största skivbolag.

## Diskografi

### Studioalbum
- 2001 - The Whole Shebang
- 2003 - So Come On
- 2007 - Go! Go! Go!

### Singlar
- 2000 - "Skater Girl"
- 2001 - "Romeo"
- 2001 - "Sheena Is a Punk Rocker"
- 2001 - "I Lost My Heart to Rock'n Roll"
- 2003 - "Temple of Love"
- 2003 - "Crash"
- 2005 - "Kids in America"
- 2007 - "Go!"
- 2007 - "Caveman"